# قبرص في العصور الوسطى

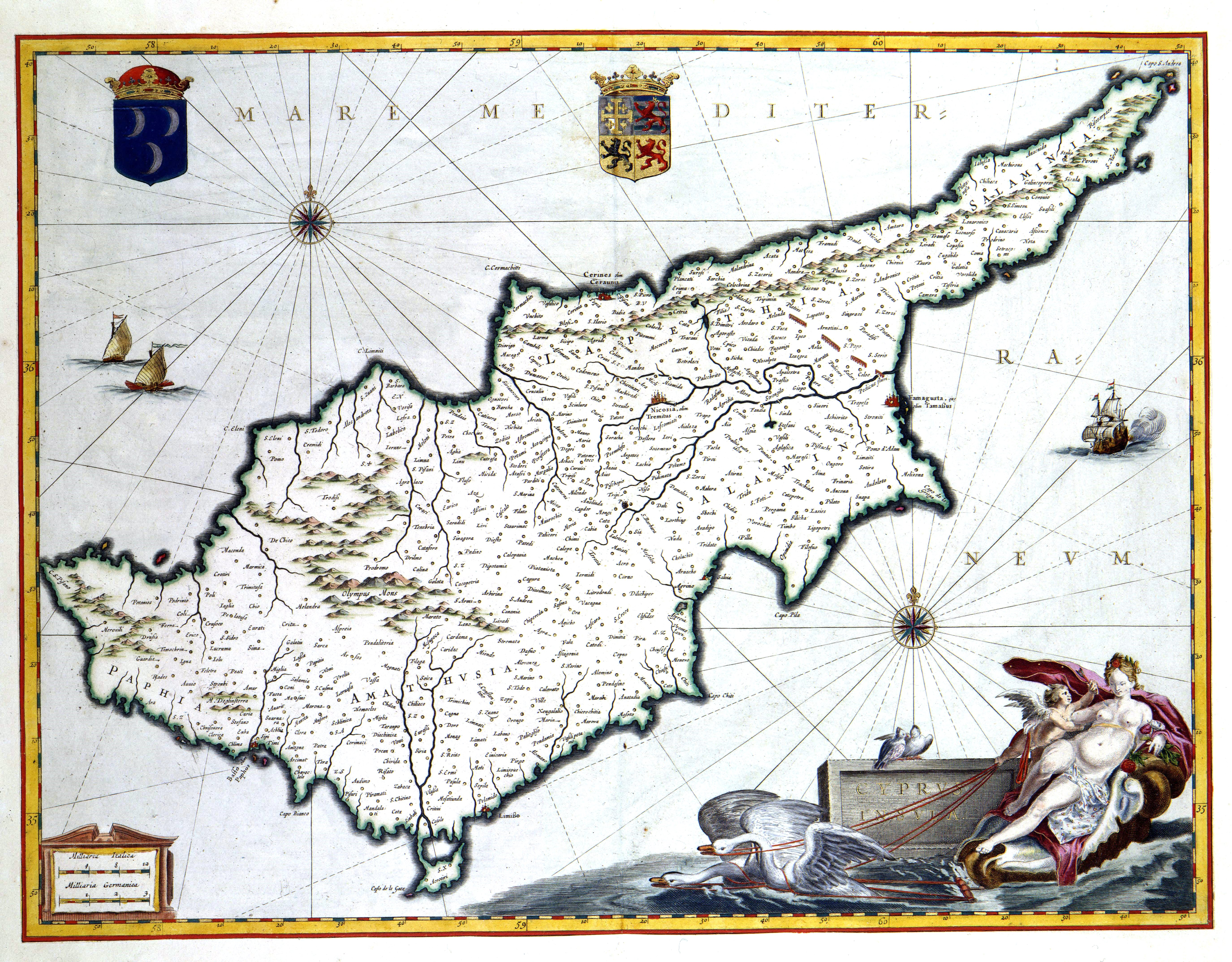
خريطه تقريبيه لمحاوله رسم قبرص في العصور الوسطى

تبدأ العصور الوسطى في قبرص بتقسيم الإمبراطورية الرومانية إلى نصف شرقي ونصف غربي.

## الحقبة البيزنطية
بعد تقسيم الإمبراطورية الرومانية إلى نصف شرقي ونصف غربي، وقعت قبرص تحت حكم بيزنطة. دُمرت مدن قبرص بواسطة زلزالين متتاليين في 332 و342 بعد الميلاد، وكان هذا بمثابة نهاية حقبة وفي نفس الوقت بداية لعصر جديد مرتبط بشكل كبير بالحياة الحديثة في قبرص. لم يتم إعادة بناء معظم المدن، باستثناء سالاميس التي أعيد بناؤها على نطاق أصغر وأطلق عليها اسم قنسطانطية على اسم الإمبراطور الروماني قنسطانطيوس الثاني، ابن قسطنطين الكبير، المقيم في القسطنطينية. أصبحت المدينة الجديدة الآن عاصمة الجزيرة. كان معظم سكانها مسيحيين، ونتيجة لذلك، تم إجراء بعض التعديلات أثناء إعادة البناء. تم تحويل الباليسترا (وهي صالة لتدريب المصارعين) إلى مكان للاجتماع واستُخدمت العديد من العناصر المعمارية لبناء كنائس واسعة مزينة بالجداريات والفسيفساء والرخام الملون.
كان الحدث الرئيسي في قبرص في هذه الفترة هو انتشار الديانة المسيحية. في ذلك الوقت، تم جعل أسقفها، بينما كان لا يزال خاضعًا للكنيسة، ذاتيًا من قبل مجمع أفسس الأول . انخرط الناس كثيرًا في الأمور الإيمانية، خصوصا محاربة جهود بطريرك أنطاكية الأرثوذكسي الشرقي للسيطرة علىكنيسة قبرص. وقد نجحوا أخيرًا في عام 488، عندما اكتشف الأسقف أنطيميوس بحلم قبر برنابا وجسد القديس ملقى في نعش وعلى صدره نسخة من إنجيل متى في كتابات برنابا. بعد أن حمل الآثار معه، اندفع أنطيميوس إلى القسطنطينية وقدمها إلى الإمبراطور زينون. تأثر الاإمبراطور زينون كثيرًا ولم يؤكد فقط استقلال كنيسة قبرص ولكنه أعطى أيضًا لرئيس الأساقفة ثلاثة امتيازات لا تزال حية إلى يومنا هذا، وهي حمل صولجان بدلاً من عصا الرعاة، والتوقيع بالحبر الأحمر وارتداء عباءة أرجوانية أثناء الخدمة. في بداية القرن السابع، كان بطريرك الإسكندرية يوحنا الرحيم من أماثوس. وفي تلك الفترة كان هناك قبارصة مهمون آخرون مثل كاتب الكنيسة ليونتيوس من نيابوليس.

## الفتح العربي والسيادة المشتركة العربية البيزنطية
في عام 649 بعد الميلاد قام العرب بأول هجوم على الجزيرة بقيادة معاوية الأول. ونجحوا في فتح العاصمة سالاميس (أو قنسطانطية) بعد حصار قصير، لكنهم صاغوا معاهدة مع الحكام المحليين. في سياق هذه الحملة، سقطت أم حرام، وهي أحد أقارب محمد صلى الله عليه وسلم، من بغلها بالقرب من بحيرة الملح في لارنكا وقُتلت. ودُفنت في ذلك المكان وبنيت هالة سلطان تكة في نفس المكان في العهد العثماني.  في عهد أبو العور، عاد العرب عام 650 بعد الميلاد وأقاموا حامية قوامها 12 ألفًا على جزء من الجزيرة، وظلوا فيها حتى عام 680 بعد الميلاد.
في عام 688، توصل الإمبراطور جستنيان الثاني والخليفة عبد الملك بن مروان إلى اتفاق غير مسبوق. قام العرب بإخلاء الجزيرة، وعلى مدى الـ300 عام التالية، حُكمت قبرص بشكل مشترك من قبل كل من الخلافة والبيزنطيين كمنطقة سيادة مشتركة، على الرغم من الحرب شبه المستمرة بين الطرفين في البر الرئيسي. تم تقسيم الضرائب المحصلة بين العرب والإمبراطور البيزنطي. 
تحت حكم باسيل الأول المقدوني (حكم بين 867 بعد الميلاد و886 بعد الميلاد) استعادت القوات البيزنطية قبرص، التي تأسست كثيمة، ولكن بعد سبع سنوات عادت الجزيرة إلى الوضع السابق. مرة أخرى، في عام 911 بعد الميلاد، ساعد القبارصة الأسطول البيزنطي تحت قيادة الأدميرال حمريوس، وخربوا الجزيرة لمدة أربعة أشهر وأسروا العديد من الأسرى، انتقامًا من العرب بقيادة داميانه الطرسوسي. ساعد عزل قبرص عن بقية العالم الناطق باليونانية في تشكيل لهجة قبرصية منفصلة. استمرت هذه الفترة من النفوذ العربي حتى القرن العاشر.

## الاحتلال البيزنطي
في عام 965 بعد الميلاد أو قبل ذلك بقليل، استعاد البيزنطيون الجزيرة وأسسوا ثيمة في قبرص. قاد الجنرال نيكيتاس تشالكوتز عملية الاستعادة، والتي لم تُعرف تفاصيلها ، وربما أصبح بعدها أول حاكم لقبرص. 
فشل تمرد من قبل الحاكم ثيوفيلوس إروتيكوس عام 1042 بعد الميلاد، وفشل تمرد آخر عام 1092 بعد الميلاد بواسطة رابسوماتس، حيث تم إخضاعهم سريعًا بواسطة القوات الإمبراطورية.
في عام 1185، قام آخر حاكم بيزنطي لقبرص، إسحاق كومنينوس، من سلالة ثانوية من أسرة كومنينوس الإمبراطورية، بالتمرد وحاول الاستيلاء على العرش. لم تنجح محاولته الانقلابية، لكن كومنينوس كان قادرًا على الاحتفاظ بالسيطرة على الجزيرة. فشلت الإجراءات البيزنطية ضد كومنينوس لأنه تمتع بدعم ويليام الثاني ملك صقلية. اتفق الإمبراطور مع سلطان مصر على إغلاق الموانئ القبرصية أمام الصليبيين.

## الحروب الصليبية–حقبة لوزينيان 1095-1489
خلال حصار أنطاكية، وهي معركة من معارك الحملة الصليبية الأولى، تلقى الجيش الصليبي إمدادات من قبرص التي كانت تحت سيطرة البيزنطيين. 
في القرن الثاني عشر الميلادي أصبحت الجزيرة هدفاً للصليبيين. نزل ريتشارد قلب الأسد في ليماسول في 1 يونيو 1191 بعد الميلاد بحثًا عن أخته وعروسه بيرنغاريا، التي انفصلت سفينتها عن الأسطول في عاصفة. عند وصولها، طلب حاكم قبرص إسحاق كومنينوس من بيرنغاريا الرحيل، وهو ما رفضته ، وتم قطع الإمدادات بواسطة كومنينوس بناءً على رفضها. اعتبر ريتشارد هذا إهانة وهاجم الجزيرة التي تم إخضاعها بسهولة. كان كومنينوس ملزمًا بمد يد العون لريتشارد في حملته الصليبية ضد صلاح الدين، وهو القسم الذي خلفه لاحقًا، وقام ريتشارد بتقييده بسلاسل فضية (كما أقسم ألا يربط كومنينوس بالحديد) وأبقاه سجينًا حتى وفاته عام 1194 أو 1195. أعطى المؤرخ القبرصي نيوفيتوس لريتشارد لقب "البائس". تزوج ريتشارد من بيرنغاريا في ليماسول في 12 مايو 1192 بعد الميلاد. وتُوجت ملكةً لإنجلترا بواسطة جون فيتزلوقا [الإنجليزية]، أسقف إيفرو. استمر الأسطول الصليبي نحو عكا في 5 يونيو.
واصل جيش ريتشارد قلب الأسد احتلال قبرص ورفع الضرائب. بعد ثورات محلية، قرر ريتشارد بيع الجزيرة إلى فرسان الهيكل، الذين لم يتمكنوا من الاحتفاظ بالجزيرة بسبب المزيد من العداء بين السكان المحليين بسبب زيادة الضرائب. أدى تمرد وقع في 6 أبريل 1192 بعد الميلاد إلى بيع فرسان الهيكل الجزيرة إلى غي دي لوزينيان (حكم بين عام 1192 بعد الميلاد وعام 1194 بعد الميلاد) الذي نصب نفسه حاكما على الجزيرة في مايو 1192 بعد الميلاد.

### جي دي لوزينيان
رأى ريتشارد أن هذا البيع مفيد له، لأن الجزيرة لم تكن تستحق العناء بالنسبة له، حيث تم القبض على جي من قبل صلاح الدين في القدس. وفي عام 1192 تم إقصاؤه لصالح هنري الثاني ملك شامبين نتيجة لذلك، على الرغم من إطلاق سراحه في وقت لاحق، وكان على استعداد لشراء قبرص. وصفه الصليبيون بأنه "بسيط وأقل دهاء"، على الرغم من أنه وضع أساس المجتمع القبرصي في فترة لوزينيان. وقد دعا البارونات الفلسطينيين، الذين حرمهم صلاح الدين من حق التصويت، للمجيء إلى الجزيرة، ومنحهم حقوقًا إقطاعية على العقارات الضخمة، مستخدمين القبارصة كأقنان.

### أمالريك
ترك جيفري من لوزينيان منصب الحاكم، وخلفه أخوه الأكبر أمالريك (حكم بين عام 1194 وعام 1205). خلال فترة حكمه، استولت الكنيسة اللاتينية على أبرشيات الأرثوذكس، مما أدى إلى نزاع طويل الأمد تميزت به حقبة لوزينيان. كما تم الاعتراف بقبرص على انها " مملكة " ، وهو اللقب الذي منحه الإمبراطور الروماني المقدس هنري السادس لأمالريك . ثم استعاد أمالريك رسمياً لقب ملك القدس بالزواج من إيزابيل، أرملة هنري الثاني كونت شامبانيا. على الرغم من أن هذا اللقب كان بالاسم فقط، إلا أنه كان شيئًا يفتخر به ملوك لوزينيان كما يظهر على شعار النبالة القبرصي. بعد بعض المناوشات في عكا مع سلطان مصر الملك العادل، أُبرمت معاهدة عام 1204 تمنح أمالريك بعض المزايا في فلسطين. يقال إن تناول الكثير من الأسماك في جلسة واحدة كان سبب وفاته عام 1205.

### هيو الأول
ثم انتقلت الملكية إلى ابنه هيو الأول (حكم بين عام 1205 و عام 1218). والذي شارك في الحملة الصليبية الخامسة غير المجدية، ومات فجأة في طرابلس. ماريا كومنين، أرملة ملك القدس، وابنة بيزنطي سابق من قبرص، أجرت مفاوضات زواج حفيدتها أليس من القدس من هيو الأول ملك قبرص، الابن الأكبر للملك أمالريك وخليفته، وفقًا للاتفاقية التي توصل إليها آباؤهم. زودت وصية شمبانيا، بلانش، مهر أليس لأنها سعت لضمان بقاء أليس في قبرص بدلاً من محاولة المطالبة بحكم شمبانيا وبري. تزوج أليسيا وهيو في النصف الأول من عام 1210، وحصلت أليس على مقاطعة يافا كمهر متفق عليه. أنتج زواج هيو من أليس من القدس (ابنة هنري من شامبانيا والملكة إيزابيلا الأولى من القدس) ابنًا واحدًا فقط، وهو هنري الأول (حكم بين عام1218 وعام 1253)، وأنجبوا أيضًا ابنتان.

### هنري الأول
أصبح هنري الأول ملكًا في سن 8 أشهر، عندما توفي والده. تولت والدة هنري أليس الوصاية الرسمية، لكن الوصي الحقيقي الذي كان بيده اتخاذ القرارات كان عم هنري فيليب من إبلين، وهو الذي توج هنري في سن الثامنة، لدرء التقدم من فريدريك الثاني، الإمبراطور الروماني المقدس. عندما توفي فيليب، انتقلت الوصاية إلى شقيق فيليب جون من إبلين، حاكم بيروت القديم، الذي حافظ عليها حتى بلغ هنري سن الخامسة عشرة.
عندما كان هنري في الثانية عشرة من عمره، استولى الإمبراطور فريدريك على الوصاية على العرش، وأخذها بالقوة من جون من إبلين. ومع ذلك، عندما غادر فريدريك جزيرة قبرص، حشد جون من إبلين الشهير الجيوش من الإمارات الصليبية في الشام، واستعاد الجزيرة، مما أدلى إلى بداية حرب اللومبارد. في معركة أغيردا، انتصرت جيوش جون الأضعف بكثير انتصارًا مفاجئًا على القوات الإمبراطورية، وعلى جهود فريدريك. أُثبت فشل الإمبراطور فريديرك، و الذي كان معروفا بإسم دهشة العالم. لم يلعب الملك هنري ("السمين" كما كان يطلق عليه) أي دور في هذه النضالات، ولكن عندما بلغ سن البلوغ شارك في الحملة الصليبية السابعة بقيادة لويس التاسع ملك فرنسا لتدمير قوة مصر. ولكنه ترك قواته وأُجبرت على الاستسلام عام 1250.
في ذلك الوقت تقريبًا، كان شاب قبرصي يبحث عن تعليم أفضل يسافر إلى إمبراطورية نيقية، وأصبح في النهاية بطريركًا للقسطنطينية باسم غريغوريوس الثاني. تُقدم السيرة الذاتية لغريغوري معلومات قيمة عن الانتقال من الحكم البيزنطي إلى حكم لوزينيان وتأثيره على السكان المحليين وخاصة التعليم.
في هذه الأثناء، اتخذ هنري الزوجة الثالثة له بليسانس من أنطاكيا، التي أنجبت له أخيرًا ابنًا وهو هيو الثاني (1253-1267) الذي اعتلى العرش وهو في عمر بضعة أشهر فقط. لعبت بليسانس دور الوصي، ووصفها أحد المؤرخين بأنها "واحدة من أكثر النساء شجاعة في العالم". ظهرت في عكا، والتي كانت تندلع في حرب افتراضية بين البندقية، والبيزانيين، وفرسان الهيكل، وجنوة، والإسبان، وفرسان الإسبتارية. من خلال دعم البندقية، كانت تأمل في الاعتراف بابنها ملكًا للقدس، لكن اللقب كان ذا قيمة قليلة.
عندما ماتت بليسانس ، أصبح هيو من أنطاكيا وصيًا على العرش.

### هيو الثالث
مات هيو الثاني بدون أطفال، وغيّر هيو الأنطاكي اسمه إلى هيو الثالث (1267-1284)، متخذًا من جانب والدته لإحياء سلالة لوزينيان. كان المغول الأصدقاء للمسيحيين يندفعون من الشرق وعرضوا فرصة للتحالف ضد السلطان المصري، لكن القوى المتناحرة في العصور الوسطى في أوروبا أهدرت هذه الفرصة، بينما كان يحاول هيو التوسط معهم في سوريا. توفي في صور، وخلفه ابنه الأكبر يوحنا الأول (1284-1285)، ثم ابنه الآخر هنري الثاني (1285-1324). شُوهت سمعته و صعُب حكمه بسبب مرض الصرع، وفي عام 1286 تُوج في صور ملكا للقدس فقط ليشهد سقوطها في يد السلطان المملوكي المصري بعد قليل. في عام 1306، استولى شقيق هنري أموري على السلطة ونفى هنري إلى قيليقية، لكن هنري أُعيد عام 1310. ذُكر هيو في باراديسو دانتي، لكنه ليس مرجعاً جيداً.

### هيو الرابع
انتقل الحكم إلى ابن أخيه هيو الرابع (1324-1359)، الذي وجد نفسه في موقع متميز جديد. إن سقوط آخر معاقل ساحلية لمملكة القدس جعل من غير الضروري للجزيرة أن تهدر أموالها في الدفاع عنها. كما جعل سقوط المعاقل الساحلية الجزيرة مركزًا للتجارة الشرقية (في الشام و مصر)، وأصبح تجار فاماغوستا معروفين بالثراء، وأصبحت الجزيرة ككل معروفة بثروتها. تمتع هيو بحكم سلمي، وفضل البقاء على الجزيرة.

### بطرس الأول
ربما يكون بطرس الأول (1359-1369)، ابن هيو الرابع، أشهر ملوك قبرص. هو مذكور في حكايات كانتربيري، و التي ألفها تشوسر. قاد بطرس حملة إلى الإسكندرية أزعجت التجار الإيطاليين، لكنها أثبتت نجاحها (على الأقل في جمع الغنائم). قام بجولة في أوروبا من أجل حشد الدعم للحملات الصليبية، والتي كانت محببة الى قلبه، لكن الأروبيين لم يوفوا بوعودهم. على أي حال قام بطرس بنهب الإسكندرية مرة أخرى، وفي تدمير البوابات وجد أنه من المستحيل الصمود ضد المماليك. لقد تم طرده من الإسكندرية، لكن لو كان تمكن من احتلال الإسكندرية، كانت ستكون بمثابة قاعدة ثمينة للغاية. قُتل بطرس على يد نبلائه ، لكنه ترك زوجة مخلصة للغاية إليانور من أراغون (و كان قد أخذ ثوب النوم ملكها معه في حملاته)، والتي طاردت قتلة بطرس بمساعدة الإيطاليين.

### بطرس الثاني
عند صعود بيتر الثاني "السمين" الى السلطة (1369-1382)، بسبب خموله، اندلعت أعمال شغب في مراسم التتويج في كاتدرائية القديس نيكولاس في فاماغوستا بين البندقيين والجنويين. نشأ الخلاف حول من سيقود حصان الملك على الجانب الأيمن؛ تقليديا كان يتم هذا بواسطة رجل من جنوة، ولكن قام بها البندقيون. قُتل العديد من سكان جنوة في أعمال الشغب، وردت المدينة الإيطالية بقسوة. في عام 1374، استسلمت جزيرة البندقية لجنوة بموجب شروط الجزية، ودفع التعويضات، وخسارة فاماغوستا لجنوة، مما أدى فعليًا إلى إنهاء الازدهار في قبرص.

### ياكوفوس الأول
استسلم بيتر لخموله، وانتقل الحكم إلى جيمس الأول (1382-1398)، عمه الآن سجين في جنوة. وتم إطلاق سراحه بشروط قاسية، بما في ذلك شرط أن تهبط جميع السفن القادمة إلى قبرص في فاماغوستا، والتي تقع تحت سيطرة جنوة الآن. كان على الملك أيضًا رفع الضرائب من أجل الدفع لجنوة. لقب نفسه ملك أرمينيا في عام 1393، ولم يُفده هذا في شيء.

### يانوس
وخلفه ابن بطرس الثاني، يانوس (1389-1432)، على الرغم من تسميته أيضًا بالسمين، تم وصفه أيضا بأنه "طويل وحسن المظهر". حاول دون جدوى طرد الجنويين من فاماغوستا. في عام 1426 أغار المماليك على الجزيرة، وحاربهم يانوس في شويروكويتا . يبدو أن القوات لم يكن لديها ماء، لذلك شربوا النبيذ بدلاً من ذلك وأصبحوا في حالة سكر. عندما تم إرسال سفارة مملوكية، قتلها رجال يانوس غدرا. ذبح المماليك الغاضبون الجنود المخمورين والضعفاء تحت قيادة يانوس. ثم شرعوا في فضح خدعة الصليب المحلق في الدير في ستافروفوني، والتي تحتوي على قطعة أودعتها القديسة هيلينا في القرن الرابع. تم نقل يانوس إلى مصر واستعراضه للخلف على حمار في إذلال. في الوقت نفسه، وفقًا لتسجيل ليونتيوس ماخيراس، تمرد الأقنان القبارصة ضد الفرنجة وتوجوا "ري أليكسس" كملك في ليفكونويكو (كلمة ري تعني الملك في البروفنسالية والإيطالية ) و "كابتن" في مورفو و ليماسول و لفكا و بيريستيرونا. استغرق الأمر من النبلاء الفرنجة أكثر من 6 أشهر لهزيمة المتمردين وتم شنق ري أليكسس في النهاية. بعد ذلك بعامين، تمت فدية يانوس، وبدأ حكم المماليك في قبرص.

### يوحنا الثاني
يوحنا الثاني (1432–1458)، شتمه البابا بيوس الثاني باعتباره كسلًا شريرًا. هيمنت عليه سيدتان في حياته، كلاهما يونانيتان . هيلينا باليولوجينا زوجته وماريتا دي باتراس، عشيقته. من المفترض أنه في معركة بين هاتين في حضور الملك، أن الملكة عضت أنف خصمها. نظرًا لأن الملكة كانت يونانية ، فقد أحبها القبارصة والكنيسة الأرثوذكسية.
ستلعب ابنتها شارلوت وابن خصمها جيمس أدوارًا ضخمة في انهيار سلالة لوزينيان. جيمس "اللقيط"، كما كان يُدعى، كان محبوبًا جدًا من قبل يوحنا، الذي جعله رئيس أساقفة الجزيرة في سن مبكرة جدًا. ومع ذلك، تم الاعتراف بشارلوت عام 1458 كملكة، وهرب جيمس إلى مصر. قيل إن الاثنين كانت لهما علاقة جيدة إلى حد ما، وربما يرجع هذا الصراع السياسي بينهما إلى الكنيسة إلى حد كبير. أقنع جيمس السلطان المصري لمساعدته، ووعد بالولاء لمصر، ورجع الى قبرص مسلحًا عام 1460.

### جيمس
حقق جيمس انتصارات على الحصون الكبرى، بما في ذلك فاماغوستا، والتي كانت تحت سيطرة جنوة، وتم تثبيته بقوة على العرش في عام 1464. وقد حاولت شارلوت دون جدوى الحصول على المساعدة من الخارج، بما في ذلك من البابا. وفقًا للأسطورة، وقع جيمس في حب زوجته كاترينا كورنارو أثناء سيره مع عمها الذي أسقط صورة لها عمدًا. تم تزويجهما بالوكالة، وتبنت دولة البندقية كاترينا، مما أدى إلى تأمين سيطرة مجلس سيادة البندقية على الجزيرة. توفي جيمس عام 1473، وتوفي ابنه الذي لم يدم طويلاً في العام التالي، وكان البنادقة موضع شك. في عام 1473، شكل الكاتالونيون في الجزيرة ثورة لدعم فرديناند الثاني ملك أراغون، والتي تم إخمادها من قبل البنادقة. في عام 1479، تآمر حزب الملكة شارلوت لاغتيال الملكة، لكن تم خيانة الحزب وسحقه. بسبب خطر الأتراك العثمانيين، استخدمت البندقية شقيق الملكة لإقناعها بالتنازل عن العرش في عام 1489، إيذانًا ببدء فترة البندقية.

## أنظر أيضا
- تاريخ أمادي
- قبرص في ظل الإمبراطورية العثمانية
- تاريخ قبرص
- مملكة قبرص